# Eutreptiella gymnastica
Eutreptiella Gymnastica (Throndsen, 1969), secondo una classificazione filogenetica  è una specie del supergruppo Excavata appartentente alla famiglia Eutreptiaceae.

## Caratteristiche
Eutreptiella Gymnastica è stata ritrovata per la prima volta in Norvegia nel 1969, da Throndsen.
Successivi ritrovamenti sono avvenuti nel Mar Baltico, Ucraina (mar nero), Olanda, 
Portogallo,  e Scandinavia.
Eutreptiella Gymnastica è un organismo unicellulare con due flagelli disuguali e un cloroplasto reticolato con un solo pirenoide. Mostra uno stigma molto evidente e un veloce metabolismo..